# Parkkirivier
Parkkirivier (Zweeds - Fins: Parkkijoki) is een rivier die stroomt in de Zweedse  gemeente Pajala. De rivier verzorgt de afwatering van het moeras Parkkijoenlatva. De rivier kronkelt hevig naar oost en zuid, krijgt water van ongeveer zes zijrivieren en stroomt uiteindelijk de Muonio in. Ze is 12,570 kilometer lang.
Afwatering: Parkkirivier → Muonio → Torne → Botnische Golf